# Europarlamentari dell'Italia della X legislatura
Gli europarlamentari dell'Italia della X legislatura, eletti in occasione delle elezioni europee del 2024, sono i seguenti.

## Riepilogo
| Lista | Lista                                  | Nord-ovest | Nord-est | Centro | Sud                                                    | Isole    |
| --- | -------------------------------------- | --- | --- | --- | ------------------------------------------------------ | -------- |
| | Fratelli d'Italia (seggi: 24)          | Seggi: 7 | Seggi: 5 | Seggi: 5 | Seggi: 5                                               | Seggi: 2 |
| - Giorgia Meloni § - Carlo Fidanza - Mario Mantovani - Giovanni Crosetto - Lara Magoni - Pietro Fiocchi - Mariateresa Vivaldini - Paolo Inselvini | Fratelli d'Italia (seggi: 24)          | - Giorgia Meloni § - Elena Donazzan - Stefano Cavedagna - Sergio Berlato - Alessandro Ciriani - Daniele Polato | - Giorgia Meloni § - Nicola Procaccini - Marco Squarta - Carlo Ciccioli - Antonella Sberna - Francesco Torselli | - Giorgia Meloni § - Alberico Gambino - Francesco Ventola - Denis Nesci - Michele Picaro - Chiara Maria Gemma | - Giorgia Meloni § - Giuseppe Milazzo - Ruggero Razza  |          |
| | Partito Democratico (seggi: 21)        | Seggi: 5 | Seggi: 5 | Seggi: 5 | Seggi: 5                                               | Seggi: 1 |
| - Cecilia Strada - Giorgio Gori - Alessandro Zan # - Irene Tinagli - Brando Benifei - Pierfrancesco Maran                                         | Partito Democratico (seggi: 21)        | - Stefano Bonaccini - Alessandro Zan - Alessandra Moretti - Elisabetta Gualmini - Annalisa Corrado             | - Elly Schlein § - Nicola Zingaretti - Dario Nardella - Matteo Ricci - Camilla Laureti - Marco Tarquinio        | - Antonio Decaro - Lucia Annunziata - Raffaele Topo - Pina Picierno - Sandro Ruotolo                          | - Elly Schlein § - Giuseppe Lupo                       |          |
| | Movimento 5 Stelle (seggi: 8)          | Seggi: 1 | Seggi: - | Seggi: 2 | Seggi: 4                                               | Seggi: 1 |
| - Gaetano Pedullà | Movimento 5 Stelle (seggi: 8)          | – | - Carolina Morace - Dario Tamburrano                                                                            | - Pasquale Tridico - Valentina Palmisano - Mario Furore - Danilo Della Valle                                  | - Giuseppe Antoci                                      |          |
| | Forza Italia - Noi Moderati (seggi: 8) | Seggi: 2 | Seggi: 1 | Seggi: 1 | Seggi: 2                                               | Seggi: 2 |
| - Antonio Tajani § - Letizia Moratti - Massimiliano Salini                                                                                        | Forza Italia - Noi Moderati (seggi: 8) | - Antonio Tajani § - Flavio Tosi                                                                               | - Antonio Tajani § - Salvatore De Meo                                                                           | - Antonio Tajani § - Fulvio Martusciello - Giuseppina Princi                                                  | - Edmondo Tamajo § - Marco Falcone - Caterina Chinnici |          |
| | Lega (seggi: 8)                        | Seggi: 3 | Seggi: 2 | Seggi: 1 | Seggi: 1                                               | Seggi: 1 |
| - Roberto Vannacci - Silvia Sardone - Isabella Tovaglieri                                                                                         | Lega (seggi: 8)                        | - Roberto Vannacci # - Anna Maria Cisint - Paolo Borchia                                                       | - Roberto Vannacci # - Susanna Ceccardi                                                                         | - Roberto Vannacci # - Aldo Patriciello                                                                       | - Raffaele Stancanelli                                 |          |
| | Alleanza Verdi e Sinistra (seggi: 6)   | Seggi: 2 | Seggi: 1 | Seggi: 1 | Seggi: 1                                               | Seggi: 1 |
| - Ilaria Salis - Domenico Lucano # - Ignazio Marino # - Benedetta Scuderi                                                                         | Alleanza Verdi e Sinistra (seggi: 6)   | - Domenico Lucano # - Cristina Guarda                                                                          | - Ignazio Marino                                                                                                | - Domenico Lucano                                                                                             | - Ilaria Salis # - Domenico Lucano # - Leoluca Orlando |          |
| | Südtiroler Volkspartei (seggi: 1)      | Seggi: - | Seggi: 1 | Seggi: - | Seggi: -                                               | Seggi: - |
| - | Südtiroler Volkspartei (seggi: 1)      | - Herbert Dorfmann                                                                                             | - | - | -                                                      |          |
| Totale (76 seggi) | Totale (76 seggi)                      | 20 | 15 | 15 | 18                                                     | 8        |

- Nota: § rinuncia al seggio; # opta per altra circoscrizione.

## Composizione storica
| Europarlamentare      | Lista | Lista                                         | Gruppo | Gruppo                                                 |
| --------------------- | ----- | --------------------------------------------- | ------ | ------------------------------------------------------ |
| Sergio Berlato        |       | Fratelli d'Italia                             |        | Gruppo dei Conservatori e dei Riformisti Europei       |
| Stefano Cavedagna     |       | Fratelli d'Italia                             |        | Gruppo dei Conservatori e dei Riformisti Europei       |
| Carlo Ciccioli        |       | Fratelli d'Italia                             |        | Gruppo dei Conservatori e dei Riformisti Europei       |
| Alessandro Ciriani    |       | Fratelli d'Italia                             |        | Gruppo dei Conservatori e dei Riformisti Europei       |
| Giovanni Crosetto     |       | Fratelli d'Italia                             |        | Gruppo dei Conservatori e dei Riformisti Europei       |
| Elena Donazzan        |       | Fratelli d'Italia                             |        | Gruppo dei Conservatori e dei Riformisti Europei       |
| Carlo Fidanza         |       | Fratelli d'Italia                             |        | Gruppo dei Conservatori e dei Riformisti Europei       |
| Pietro Fiocchi        |       | Fratelli d'Italia                             |        | Gruppo dei Conservatori e dei Riformisti Europei       |
| Alberico Gambino      |       | Fratelli d'Italia                             |        | Gruppo dei Conservatori e dei Riformisti Europei       |
| Chiara Maria Gemma    |       | Fratelli d'Italia                             |        | Gruppo dei Conservatori e dei Riformisti Europei       |
| Paolo Inselvini       |       | Fratelli d'Italia                             |        | Gruppo dei Conservatori e dei Riformisti Europei       |
| Lara Magoni           |       | Fratelli d'Italia                             |        | Gruppo dei Conservatori e dei Riformisti Europei       |
| Mario Mantovani       |       | Fratelli d'Italia                             |        | Gruppo dei Conservatori e dei Riformisti Europei       |
| Giuseppe Milazzo      |       | Fratelli d'Italia                             |        | Gruppo dei Conservatori e dei Riformisti Europei       |
| Denis Nesci           |       | Fratelli d'Italia                             |        | Gruppo dei Conservatori e dei Riformisti Europei       |
| Michele Picaro        |       | Fratelli d'Italia                             |        | Gruppo dei Conservatori e dei Riformisti Europei       |
| Daniele Polato        |       | Fratelli d'Italia                             |        | Gruppo dei Conservatori e dei Riformisti Europei       |
| Nicola Procaccini     |       | Fratelli d'Italia                             |        | Gruppo dei Conservatori e dei Riformisti Europei       |
| Ruggero Razza         |       | Fratelli d'Italia                             |        | Gruppo dei Conservatori e dei Riformisti Europei       |
| Antonella Sberna      |       | Fratelli d'Italia                             |        | Gruppo dei Conservatori e dei Riformisti Europei       |
| Marco Squarta         |       | Fratelli d'Italia                             |        | Gruppo dei Conservatori e dei Riformisti Europei       |
| Francesco Torselli    |       | Fratelli d'Italia                             |        | Gruppo dei Conservatori e dei Riformisti Europei       |
| Francesco Ventola     |       | Fratelli d'Italia                             |        | Gruppo dei Conservatori e dei Riformisti Europei       |
| Mariateresa Vivaldini |       | Fratelli d'Italia                             |        | Gruppo dei Conservatori e dei Riformisti Europei       |
| Lucia Annunziata      |       | Partito Democratico                           |        | Alleanza Progressista dei Socialisti e dei Democratici |
| Brando Benifei        |       | Partito Democratico                           |        | Alleanza Progressista dei Socialisti e dei Democratici |
| Stefano Bonaccini     |       | Partito Democratico                           |        | Alleanza Progressista dei Socialisti e dei Democratici |
| Annalisa Corrado      |       | Partito Democratico                           |        | Alleanza Progressista dei Socialisti e dei Democratici |
| Antonio Decaro        |       | Partito Democratico                           |        | Alleanza Progressista dei Socialisti e dei Democratici |
| Giorgio Gori          |       | Partito Democratico                           |        | Alleanza Progressista dei Socialisti e dei Democratici |
| Elisabetta Gualmini   |       | Partito Democratico                           |        | Alleanza Progressista dei Socialisti e dei Democratici |
| Camilla Laureti       |       | Partito Democratico                           |        | Alleanza Progressista dei Socialisti e dei Democratici |
| Giuseppe Lupo         |       | Partito Democratico                           |        | Alleanza Progressista dei Socialisti e dei Democratici |
| Pierfrancesco Maran   |       | Partito Democratico                           |        | Alleanza Progressista dei Socialisti e dei Democratici |
| Alessandra Moretti    |       | Partito Democratico                           |        | Alleanza Progressista dei Socialisti e dei Democratici |
| Dario Nardella        |       | Partito Democratico                           |        | Alleanza Progressista dei Socialisti e dei Democratici |
| Pina Picierno         |       | Partito Democratico                           |        | Alleanza Progressista dei Socialisti e dei Democratici |
| Matteo Ricci          |       | Partito Democratico                           |        | Alleanza Progressista dei Socialisti e dei Democratici |
| Sandro Ruotolo        |       | Partito Democratico                           |        | Alleanza Progressista dei Socialisti e dei Democratici |
| Cecilia Strada        |       | Partito Democratico                           |        | Alleanza Progressista dei Socialisti e dei Democratici |
| Marco Tarquinio       |       | Partito Democratico                           |        | Alleanza Progressista dei Socialisti e dei Democratici |
| Irene Tinagli         |       | Partito Democratico                           |        | Alleanza Progressista dei Socialisti e dei Democratici |
| Raffaele Topo         |       | Partito Democratico                           |        | Alleanza Progressista dei Socialisti e dei Democratici |
| Alessandro Zan        |       | Partito Democratico                           |        | Alleanza Progressista dei Socialisti e dei Democratici |
| Nicola Zingaretti     |       | Partito Democratico                           |        | Alleanza Progressista dei Socialisti e dei Democratici |
| Giuseppe Antoci       |       | Movimento 5 Stelle                            |        | La Sinistra al Parlamento europeo                      |
| Danilo Della Valle    |       | Movimento 5 Stelle                            |        | La Sinistra al Parlamento europeo                      |
| Mario Furore          |       | Movimento 5 Stelle                            |        | La Sinistra al Parlamento europeo                      |
| Carolina Morace       |       | Movimento 5 Stelle                            |        | La Sinistra al Parlamento europeo                      |
| Valentina Palmisano   |       | Movimento 5 Stelle                            |        | La Sinistra al Parlamento europeo                      |
| Gaetano Pedullà       |       | Movimento 5 Stelle                            |        | La Sinistra al Parlamento europeo                      |
| Dario Tamburrano      |       | Movimento 5 Stelle                            |        | La Sinistra al Parlamento europeo                      |
| Pasquale Tridico      |       | Movimento 5 Stelle                            |        | La Sinistra al Parlamento europeo                      |
| Domenico Lucano       |       | Alleanza Verdi e Sinistra (Sinistra Italiana) |        | La Sinistra al Parlamento europeo                      |
| Ilaria Salis          |       | Alleanza Verdi e Sinistra (Sinistra Italiana) |        | La Sinistra al Parlamento europeo                      |
| Caterina Chinnici     |       | Forza Italia                                  |        | Gruppo del Partito Popolare Europeo                    |
| Salvatore De Meo      |       | Forza Italia                                  |        | Gruppo del Partito Popolare Europeo                    |
| Marco Falcone         |       | Forza Italia                                  |        | Gruppo del Partito Popolare Europeo                    |
| Fulvio Martusciello   |       | Forza Italia                                  |        | Gruppo del Partito Popolare Europeo                    |
| Letizia Moratti       |       | Forza Italia                                  |        | Gruppo del Partito Popolare Europeo                    |
| Giuseppina Princi     |       | Forza Italia                                  |        | Gruppo del Partito Popolare Europeo                    |
| Massimiliano Salini   |       | Forza Italia                                  |        | Gruppo del Partito Popolare Europeo                    |
| Flavio Tosi           |       | Forza Italia                                  |        | Gruppo del Partito Popolare Europeo                    |
| Herbert Dorfmann      |       | Südtiroler Volkspartei                        |        | Gruppo del Partito Popolare Europeo                    |
| Paolo Borchia         |       | Lega per Salvini Premier                      |        | Patrioti per l'Europa                                  |
| Susanna Ceccardi      |       | Lega per Salvini Premier                      |        | Patrioti per l'Europa                                  |
| Anna Maria Cisint     |       | Lega per Salvini Premier                      |        | Patrioti per l'Europa                                  |
| Aldo Patriciello      |       | Lega per Salvini Premier                      |        | Patrioti per l'Europa                                  |
| Silvia Sardone        |       | Lega per Salvini Premier                      |        | Patrioti per l'Europa                                  |
| Raffaele Stancanelli  |       | Lega per Salvini Premier                      |        | Patrioti per l'Europa                                  |
| Isabella Tovaglieri   |       | Lega per Salvini Premier                      |        | Patrioti per l'Europa                                  |
| Roberto Vannacci      |       | Lega per Salvini Premier                      |        | Patrioti per l'Europa                                  |
| Cristina Guarda       |       | Alleanza Verdi e Sinistra (Europa Verde)      |        | I Verdi/Alleanza Libera Europea                        |
| Ignazio Marino        |       | Alleanza Verdi e Sinistra (Indipendente)      |        | I Verdi/Alleanza Libera Europea                        |
| Leoluca Orlando       |       | Alleanza Verdi e Sinistra (Europa Verde)      |        | I Verdi/Alleanza Libera Europea                        |
| Benedetta Scuderi     |       | Alleanza Verdi e Sinistra (Europa Verde)      |        | I Verdi/Alleanza Libera Europea                        |

## Tabelle di sintesi

### Gruppi politici
| Gruppo parlamentare | Inizio |
| ------------------- | ------ |
| ECR                 | 24     |
| S&D                 | 21     |
| GUE/NGL             | 10     |
| PPE                 | 9      |
| PfE                 | 8      |
| Verdi/ALE           | 4      |
| RE                  | –      |
| ESN                 | –      |
| NI                  | –      |
| Totale              | 76     |

### Statistiche

#### Numero di deputate elette
| Lista                       | Donne (%) | Uomini (%) |
| --------------------------- | --------- | ---------- |
| Fratelli d'Italia           | 20,80     | 79,20      |
| Partito Democratico         | 38,10     | 61,90      |
| Movimento 5 Stelle          | 25,00     | 75,00      |
| Forza Italia - Noi moderati | 33,30     | 66,70      |
| Lega Salvini Premier        | 50,00     | 50,00      |
| Alleanza Verdi e Sinistra   | 50,00     | 50,00      |
| Südtiroler Volkspartei      | 0,00      | 100,00     |
| Media                       | 34,00     | 66,00      |
| Fonte: Pagella Politica     |           |            |

#### Età media degli eletti
| Lista                       | Età media (anni) |
| --------------------------- | ---------------- |
| Fratelli d'Italia           | 50,4             |
| Partito Democratico         | 54,1             |
| Movimento 5 Stelle          | 49,3             |
| Forza Italia - Noi moderati | 55,3             |
| Lega Salvini Premier        | 52,1             |
| Alleanza Verdi e Sinistra   | 53,2             |
| Südtiroler Volkspartei      | 55,0             |
| Media                       | 52,2             |
| Fonte: Pagella Politica     |                  |

- Deputato più giovane: Paolo Inselvini (FdI, 29 anni)
- Deputato più anziano: Leoluca Orlando (AVS, 77 anni)

### Annotazioni
1. 1 2 3 4  Candidata indipendente.
2. ↑  Candidato indipendente sostenuto da DemoS.
3. 1 2 3 4 5 6  Candidato indipendente.
4. 1 2 3  Partito partecipante alle elezioni europee solo nella circoscrizione Italia nord-orientale, nella lista collegata con Forza Italia. Nonostante abbia ottenuto lo 0,5% dei consensi, la lista ha comunque ottenuto un seggio in virtù del raggiungimento della quota minima dei 50mila voti, richiesta dalla legge elettorale italiana per i partiti rappresentanti delle minoranze linguistiche.
5. 1 2  Eletta Vicepresidente del Parlamento europeo il 16 luglio 2024.
6. ↑  Eletto presidente della Commissione per l'ambiente, la sanità pubblica e la sicurezza alimentare il 23 luglio 2024.
7. ↑  Eletto presidente della Sottocommissione per le questioni fiscali il 23 luglio 2024.

### Fonti
1. ↑   L’identikit dei 76 nuovi parlamentari europei dell’Italia, su Pagella Politica, 2 luglio 2024. URL consultato il 12 luglio 2024.